# Ціангідрини

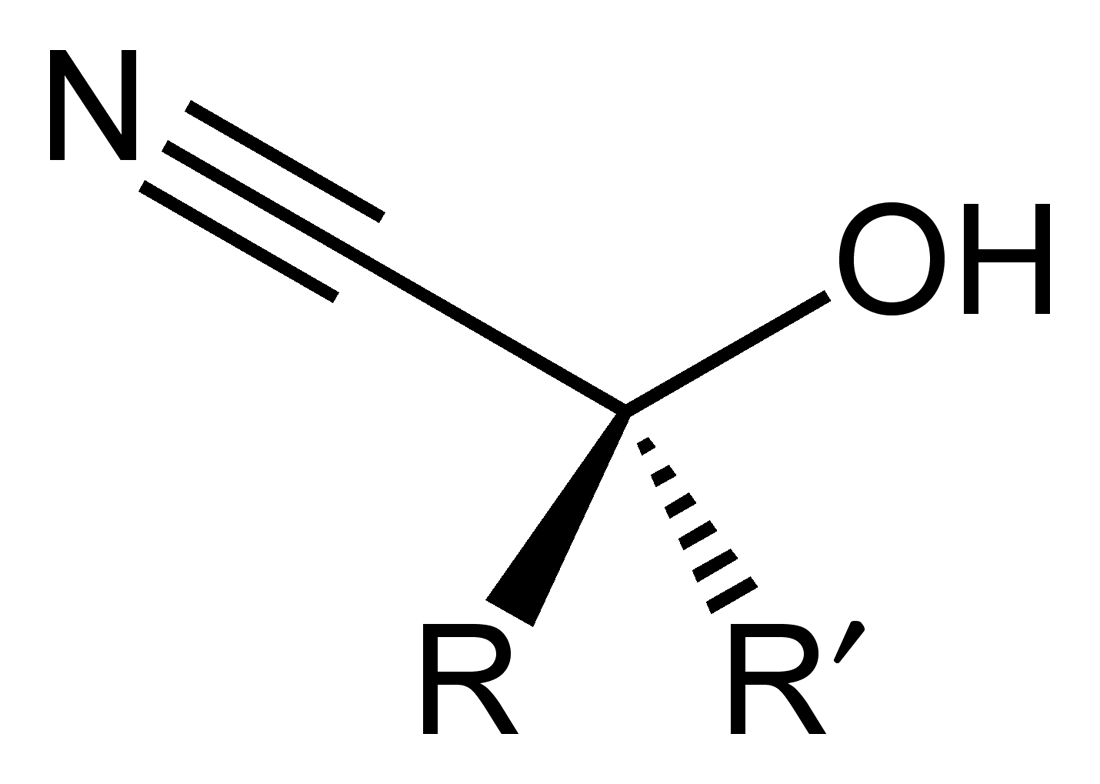
Ціангідрини

Ціангідрини, оксинітрили[джерело?] (англ. cyanohydrins, рос. циангидрины) — алкоголі, які мають ціаногрупу як замісника, але не обов'язково такі, в яких ціано- й гідроксигрупа приєднані до одного й того ж вуглецевого атома, що формально відповідають продуктам приєднання до альдегідів або кетонів гідроген ціаніду. Наприклад, ацетонціангідрин (2-гідрокси-2-метилпропаннітрил) (CH3)2C(OH)C≡N, етиленціаногідрин (3-гідроксипропаннітрил) OHCH2CH2C≡N.